# Kap Arkona

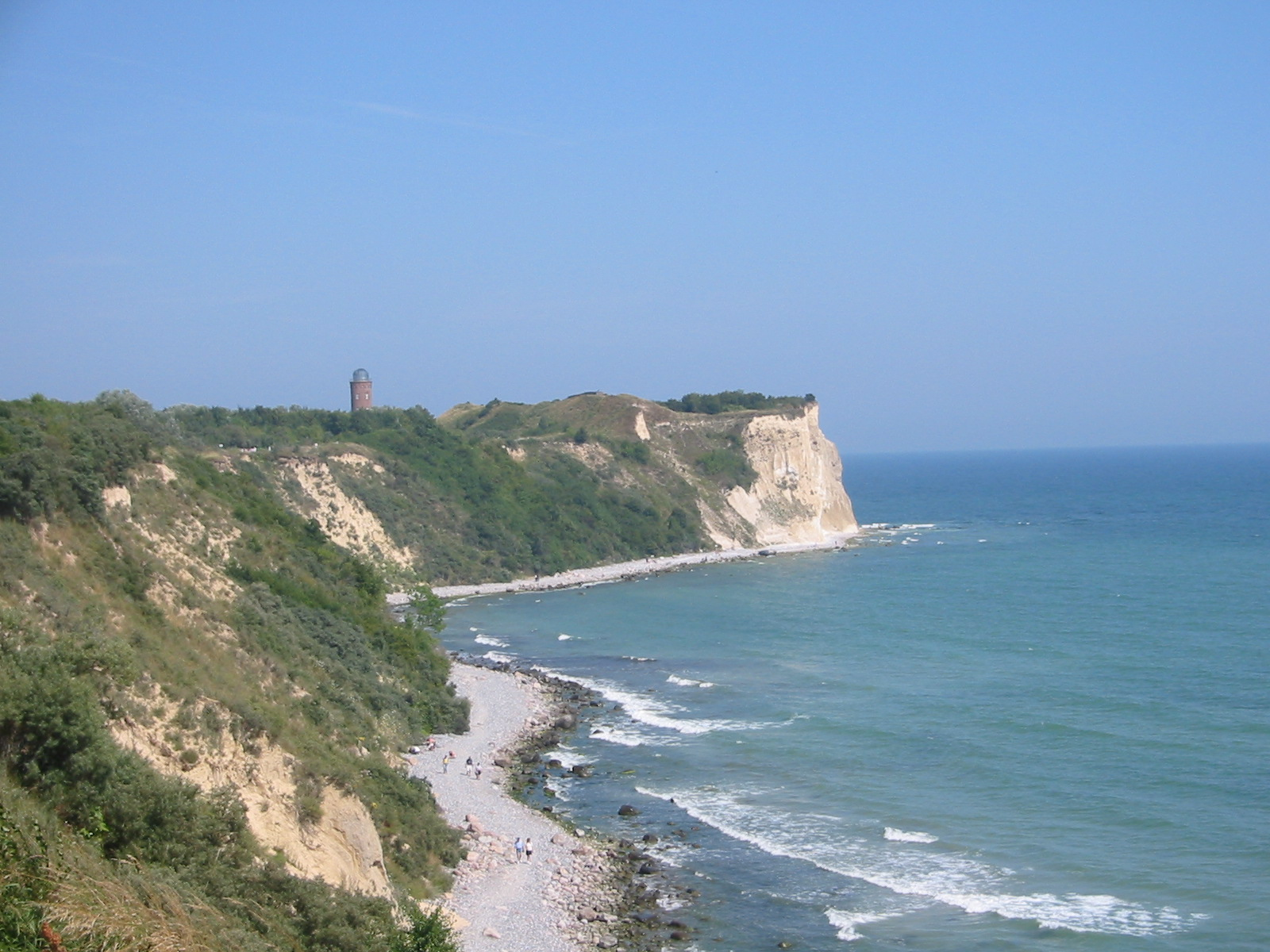
Kap Arkona från syd.

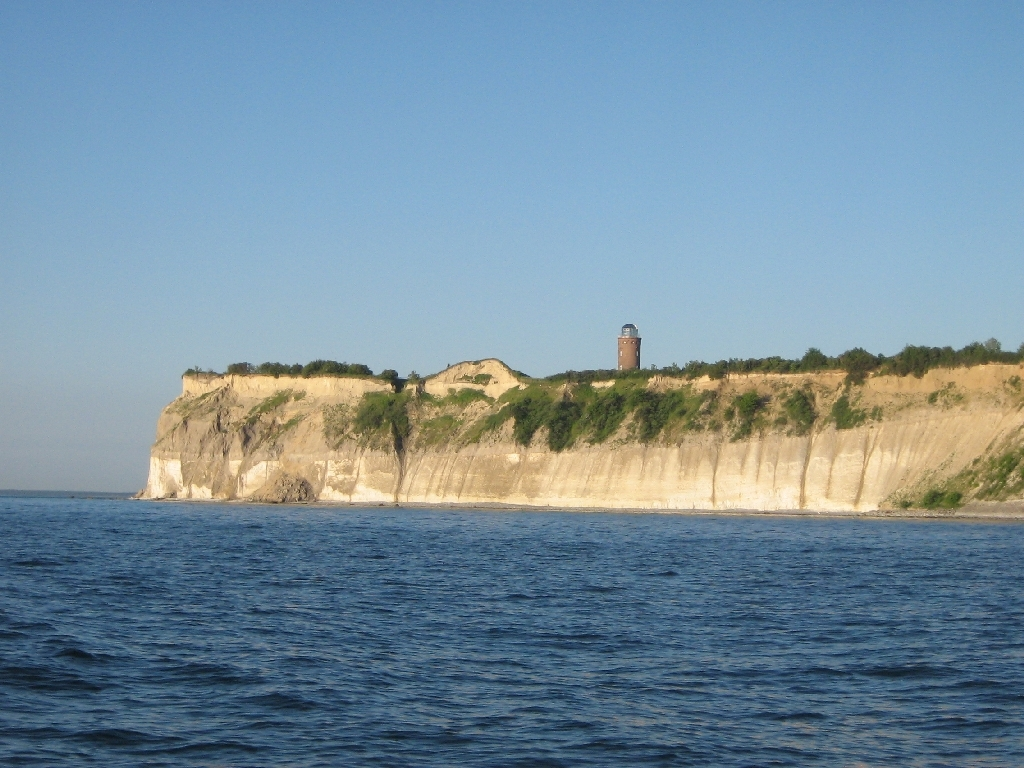
Kap Arkona från nordväst.

Kap Arkona på halvön  Wittow på den tyska ön Rügens nordsida
är en 45 meter hög klint bestående av krita och morän. Fyrplatsen är en av Europas mest kända och har sedan radions barndom sin givna plats i sjöväderrapporterna. Kusten utanför Kap Arkona är dramatisk och många skepp har förlist där.
Landmärket Kap Arkona ligger utanför fiskarbyn Vitt och hör till kommunen Putgarten. Det är ett vanligt utflyktsmål med cirka 800 000 besökare årligen. På udden finns två fyrtorn, ett ”pejltorn”, två militärbunkrar, den slaviska fornborgen Jaromarsburg samt turistbyggnader (restauranger, pubar, souvenirbodar). De geologiska förhållandena och väderlekens inverkan leder vintertid ofta till stora ras på delar av udden.
Kap Arkona har kallats ”Rügens nordligaste punkt” vilket är diskutabelt. Cirka en kilometer ytterligare nordväst ligger platsen Gellort. Vid Gellorts fot finns det 165 ton tunga flyttblocket Siebenschneiderstein, på plattyska Söbenschniedersteen. Från kapet har man god utsikt över ön, såväl från land som från vattnet.

## Fyrar

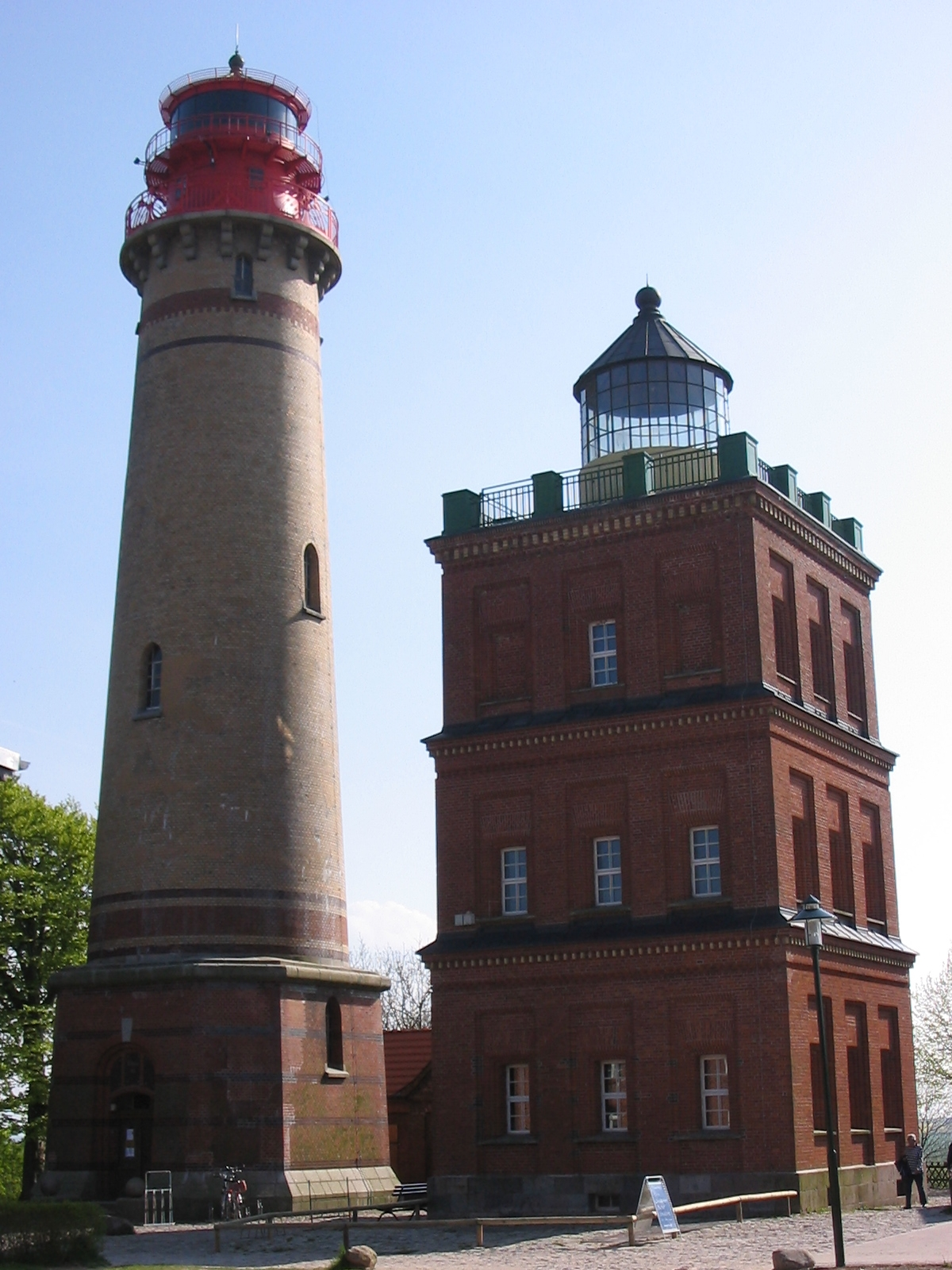
Fyrtorn.

Det mindre av de båda fyrtornen uppfördes i murtegel 1826–1827, efter byggplaner av Karl Friedrich Schinkel, och togs i bruk 1828. Det är 19,3 meter högt och har en lyshöjd på 60 meter över normalvattenståndet. Rummen i trevåningstornet användes som tjänsterum och lagerutrymme. Det kallas också för Schinkelturm och är det näst äldsta fyrtornet längs den tyska Östersjökusten efter fyren utanför Travemünde. Den 31 mars 1905 togs Schinkelturm ur bruk.

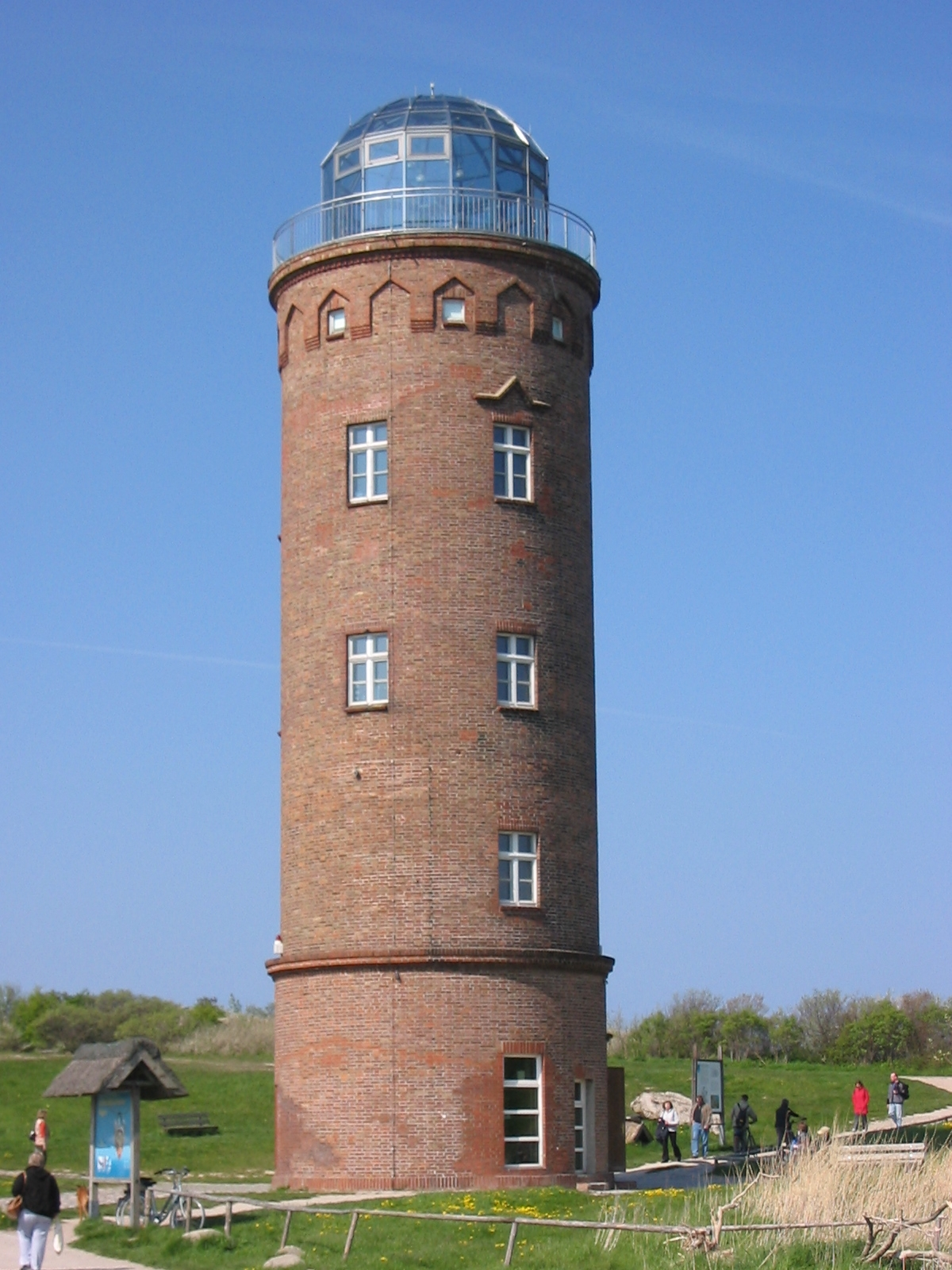
”Pejltornet”.

Det större tornet byggdes 1901/02 alldeles intill det gamla tornet och togs i bruk den 1 april 1905. Det är 35 meter högt och har en lyshöjd på 75 meter över normalvattenståndet. Det är byggt av tegelstenar och står på en åttakantig granitsockel. Ljuskällan bestod i 90 år av två kolbåglampor som 1995 byttes ut mot en metallhalogenlampa. Genom den och roterande trefackoptik sänder tornets lanterna ut tre ljusblixtar var 17:e sekund.
Det förutvarande ”marinpejltornet” byggdes 1927 i tegel och användes som radiofyr inom sjöfarten. Under perioden 1911 till 1925 företogs banbrytande försök att genom utsändning av riktade radiovågor underlätta navigationen, speciellt för den 1909 tillkomna järnvägs- och färjelinjen Sassnitz–Trelleborg. För dessa försök restes stora pannåantenner inne i Jaromarsburg. Grunden till radiobasen finns bevarad än idag innanför vallanläggningen. Radiofyrens tekniska installationer förstördes 1945.
Alla tre tornen sanerades i början av 1990-talet och är öppna för besökare. I det gamla fyrtornet finns idag ett museum och en kontorsfilial för folkbokföringsmyndigheten. Här kan ingångna äktenskap förevigas genom en liten platta på marken framför tornet. Radiofyrtornet används som konstmuseum och ateljé. I varje torn finns en utsiktsplattform, varifrån man har fri utsikt över Rügen och i synnerhet Wittowhalvön. Vid klart väder kan man se ända till den danska ön Møn.

## Jaromarsburg

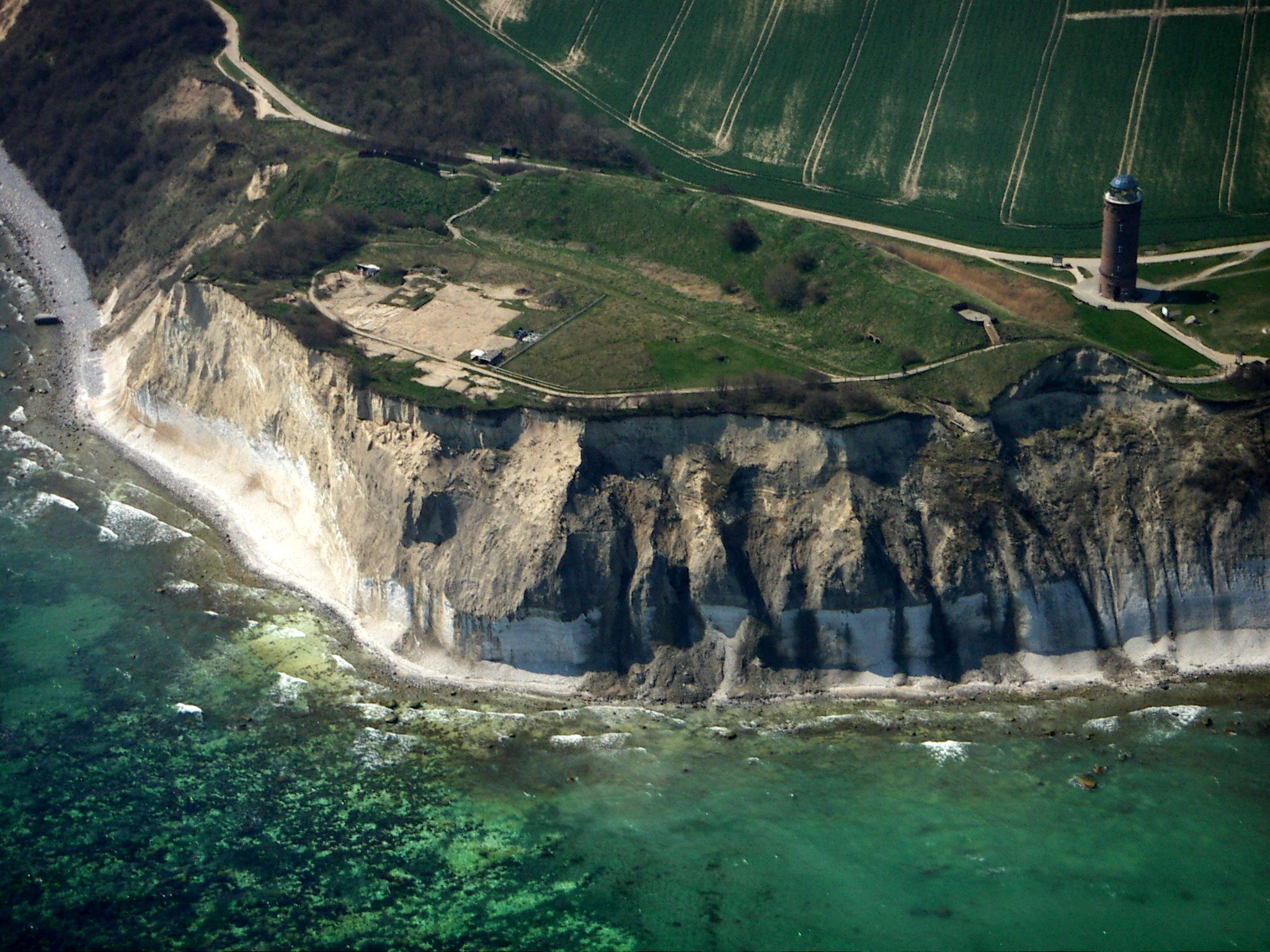
Borgvallen sedd från luften.

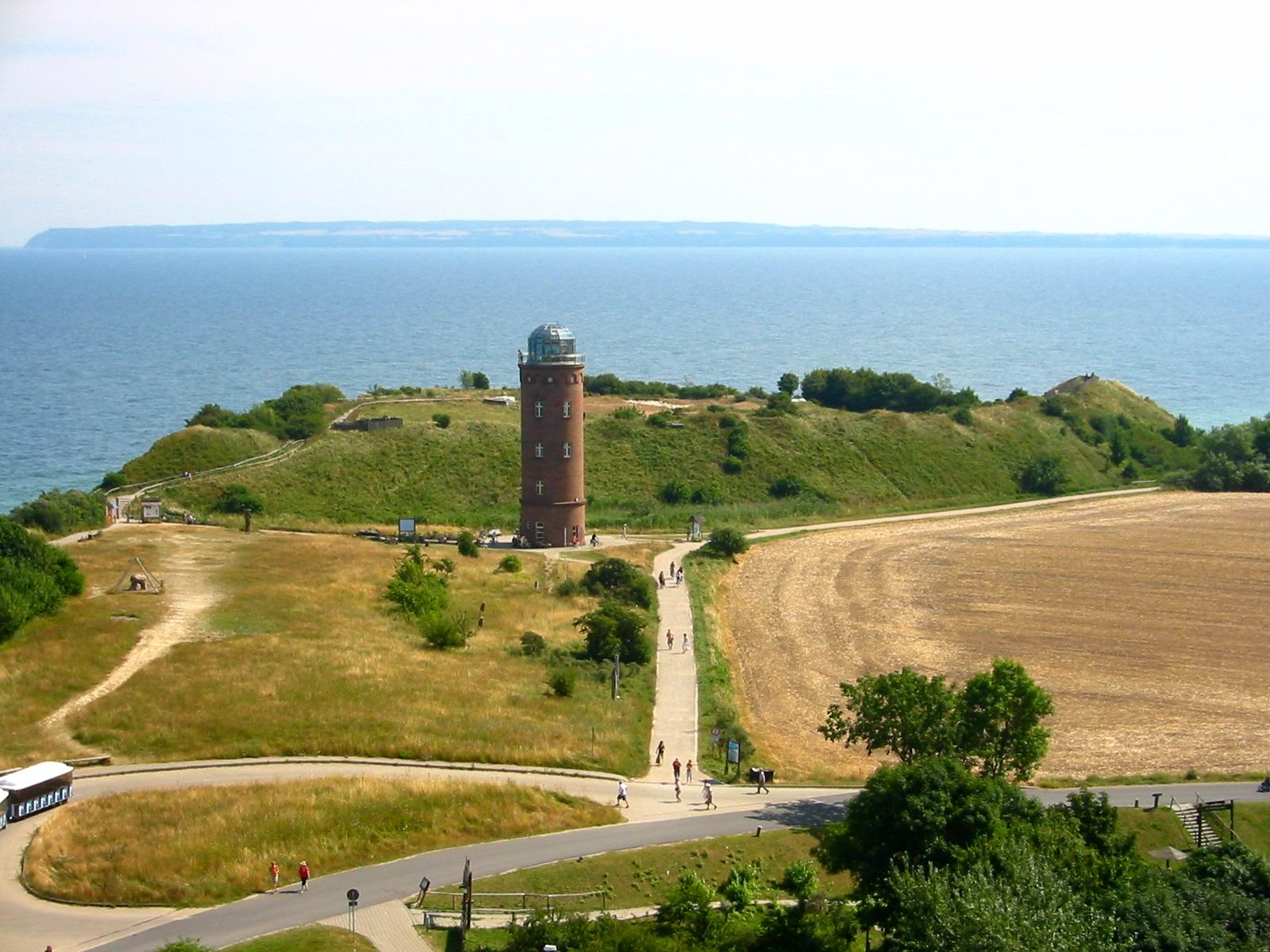
Radiofyrtornet med fornborgen i bakgrunden.

Jaromarsburg var från 700- till 1300-talet en kultplats för den slaviska stammen ranerna, tillägnad deras gud Svantevit. På uddens yttersta spets skyddades den från tre sidor av klintkanten och från landsidan av en 25 meter hög vall. Det innanför vallen belägna templet övertog efter Rethras förstörelse år 1068 dess betydelse som religiöst centrum för slaverna i Mecklenburg. År 1168 intogs staden av Valdemar den store och Absalon Hvide efter belägringen av Arkona varefter borganläggningen och templet förstördes. Från Arkonas spets har partier kontinuerligt rasat ner i havet, varför det nästan bara är vallen som kan skönjas av Jaromarsburg idag.

## Kungstrappan och Violtrappan

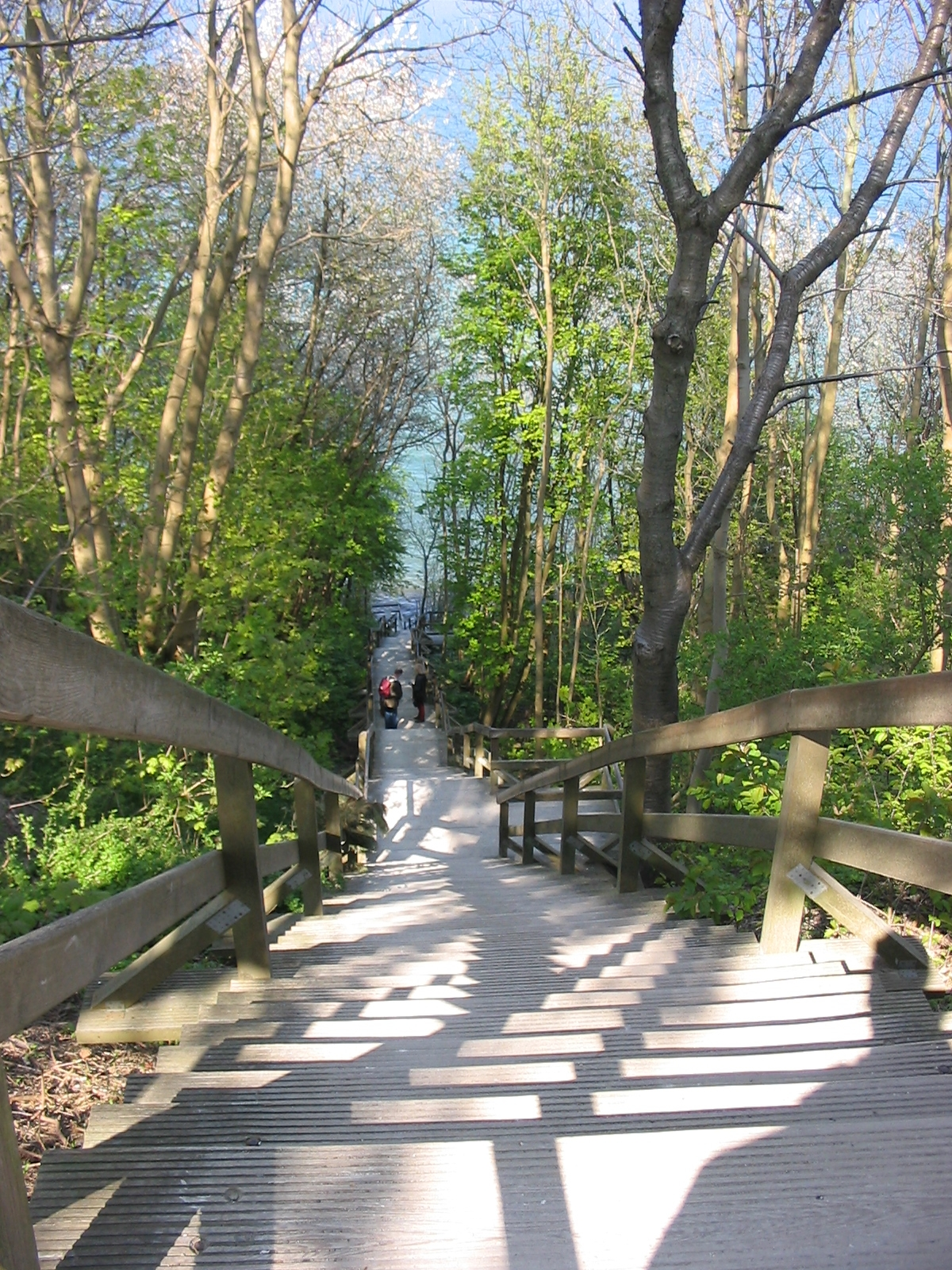
Kungstrappan.

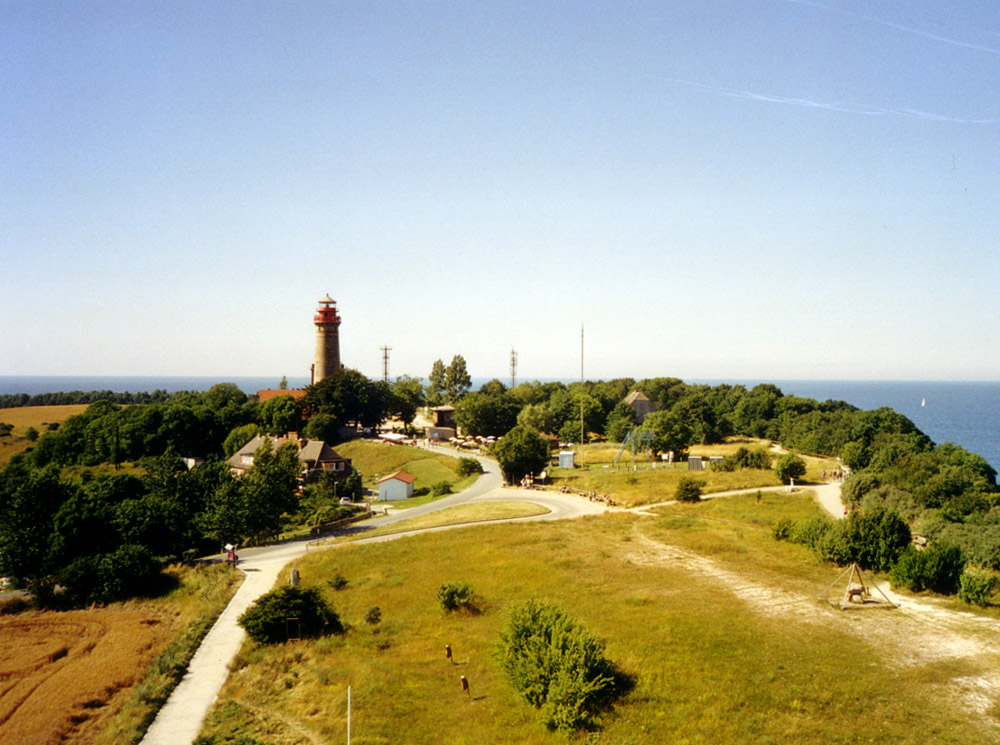
Utsikt från radiofyrtornet.

Några meter väster om Kap Arkona finns Königstreppe (kungstrappan), som med tillhopa 230 steg bemästrar den 42 meter höga klinten. Den svenske kungen Fredrik I – Rügen tillhörde Sverige på den tiden – lät under det pågående svensk-ryska kriget 1741–1743 resa en fyrbåk i närheten av den nuvarande trappan för att varsko befolkningen. På den tiden kallades det fortfarande för Königssteig.
För att kunna ta emot den ångfartyget Hercules med den kejserliga ryska Chronometer-expeditionen lät den preussiske kung Fredrik Vilhelm III – Rügen var nu preussiskt – 1833 anlägga en kaj och trappa. Från platsen lades telegrafkabeln genom Östersjön till Sverige 1865. Genom uppsvinget för havsbaden på Rügen tilltog även turismen på Kap Arkona. Många resenärer kom med ångfartyg, vilka lade till vid kajen vid foten av trappan. Kajen förstördes 1953 av en stormflod. Den nya kungstrappan färdigställdes 1995 på den historiska platsen efter en ettårig byggperiod. Söder om Jaromarsburgs vallämningar finns Veilchentreppe (violtrappan), på vilken man kan gå ner till stranden, som sträcker sig från Arkona till Vitt. Namnet har trappan fått från violerna, som växer runt trappan på våren.

## Bunkrar på Kap Arkona

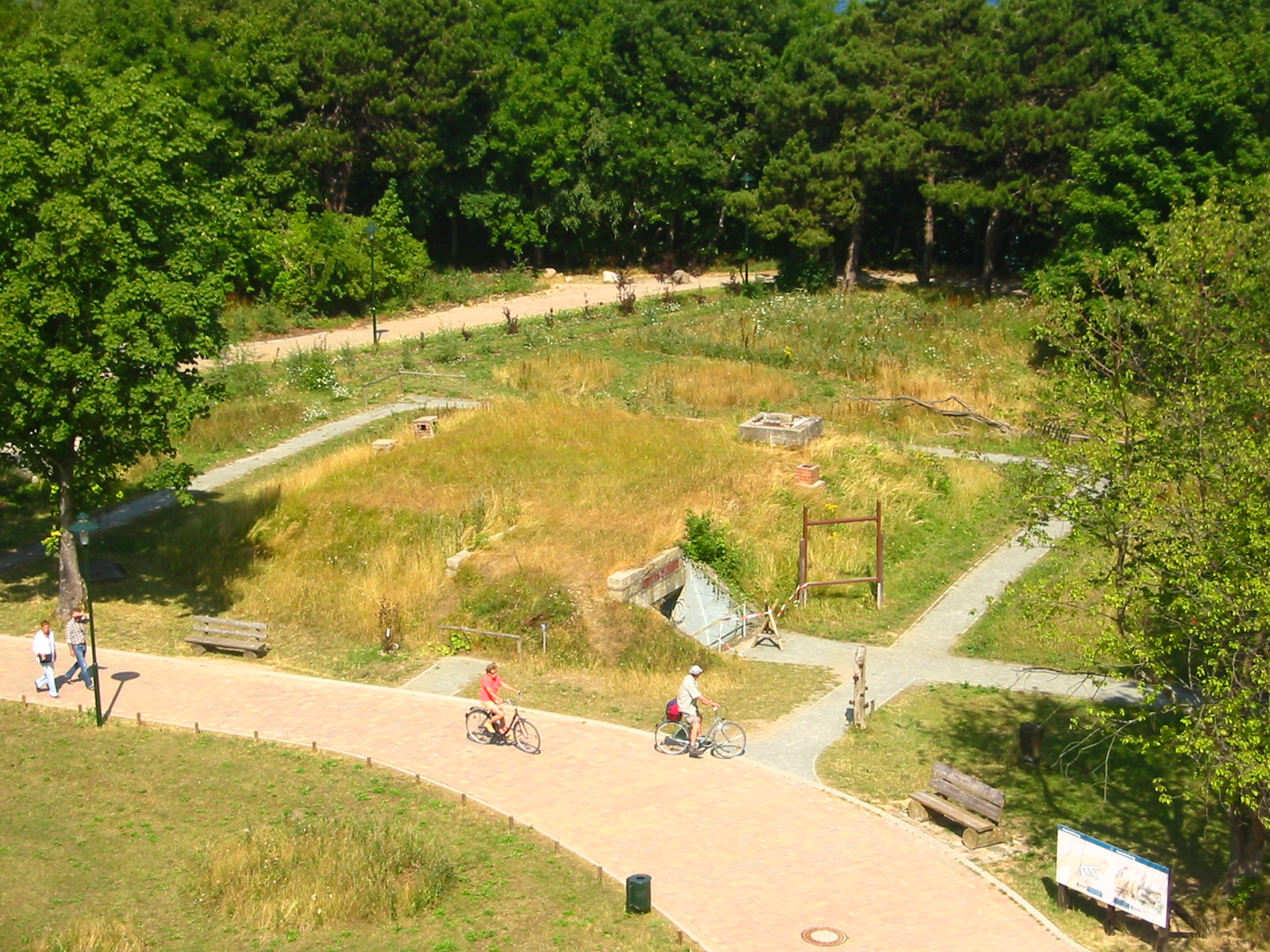
Utsikt över Wehrmacht-bunkern från Schinkelfyren.

I omedelbar närhet till de båda fyrtornen finns också två militärbunkrar. Den mindre, äldre bunkern härrör från Wehrmacht-tiden och härbärgerade under DDR-tiden 6. Grenzbrigade Küste. Den kallas allmänt för Arkona-Bunker.

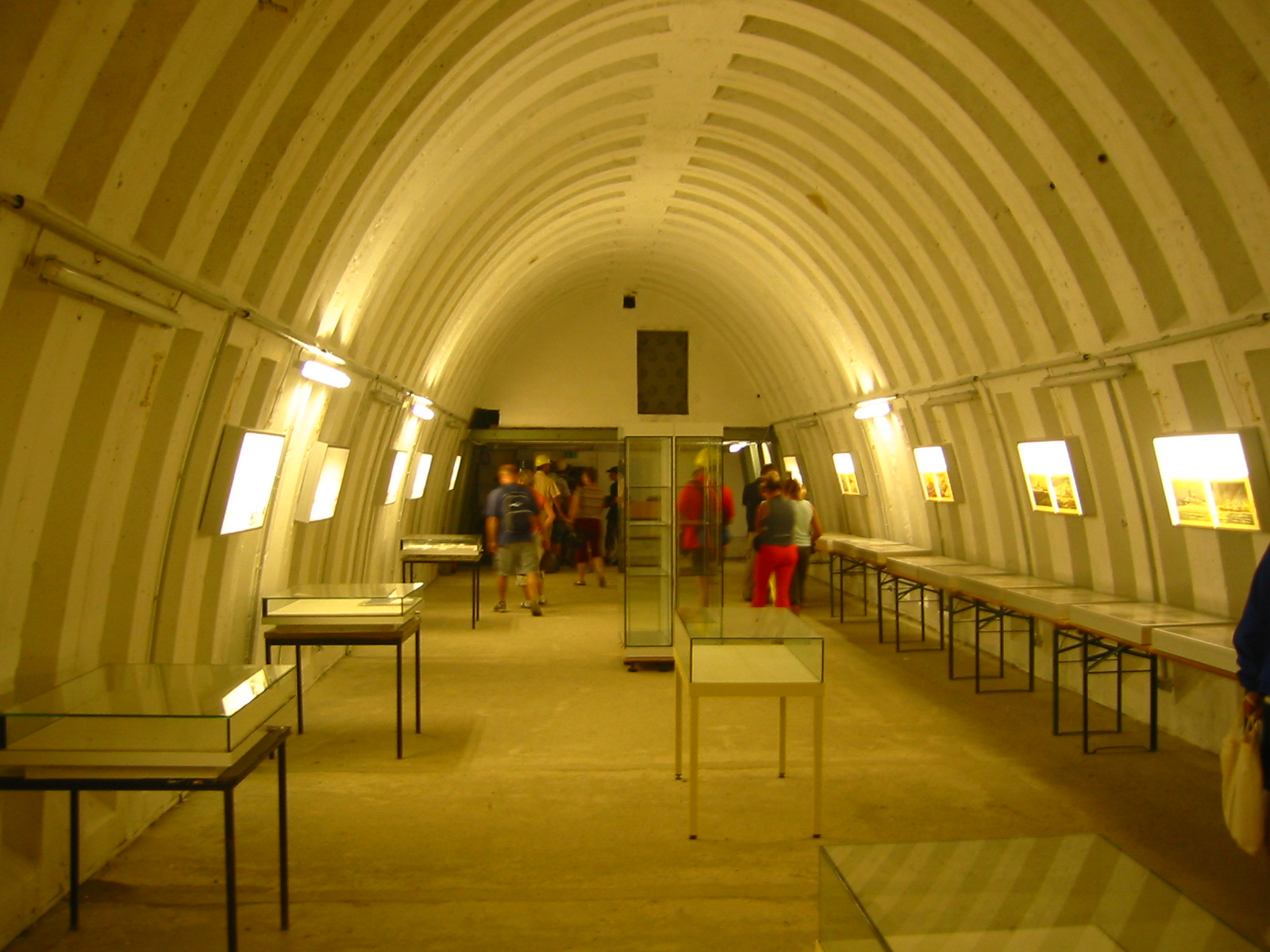
Utställning i NVA-bunkern.

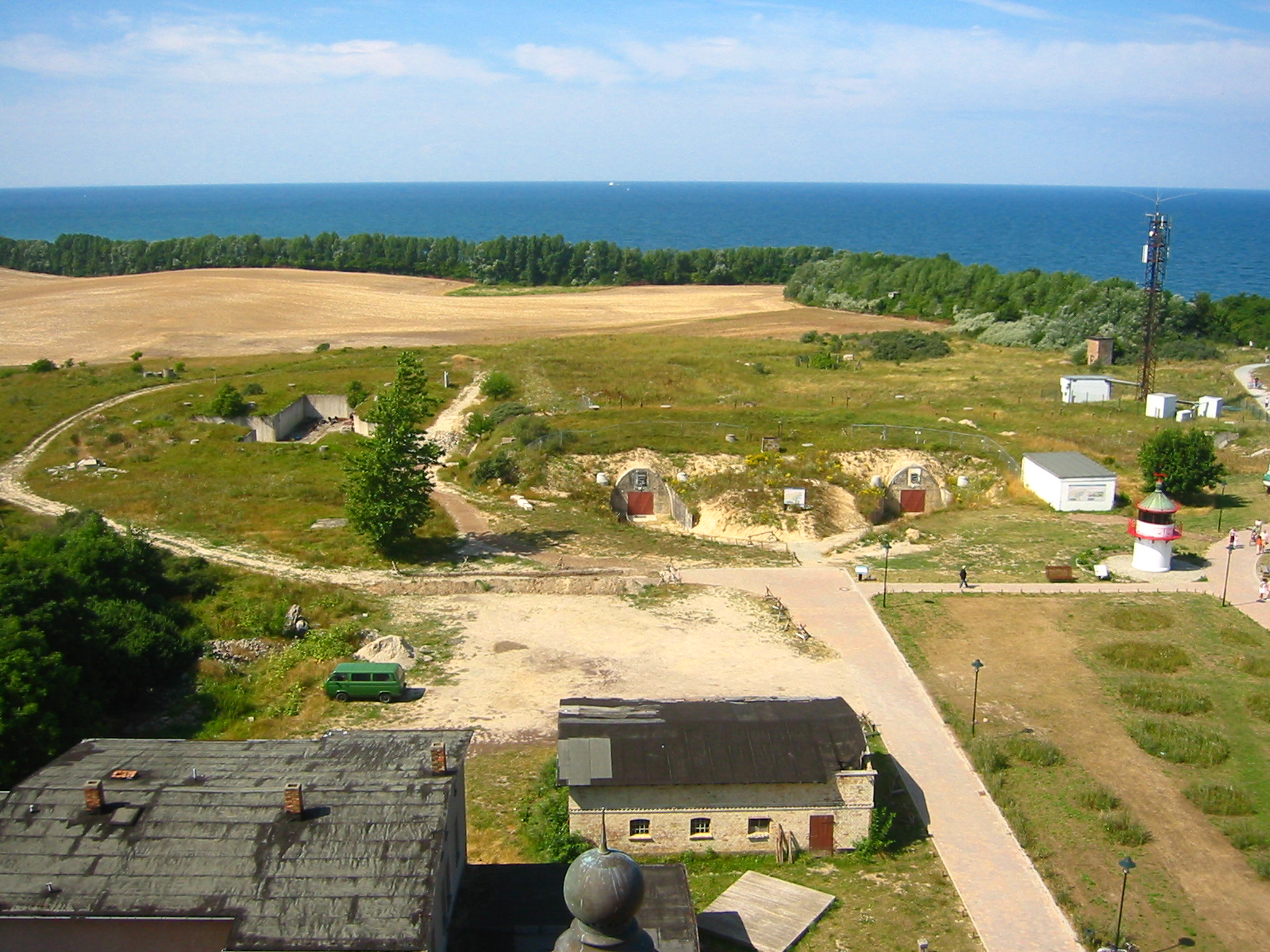
Vy från nya fyren över NVA-bunkern.

Den större, nyare bunkern byggdes från 1979 till 1986 och var stabsplats för de på Bug stationerade 6. Flottille der Volksmarine och Vereinigte Ostseeflotte (VOF). Från en mittgång med två ingångar utgår flera självständiga bunkrar med en sammanlagd yta på 2 000 kvadratmeter. Konkret handlar det om tre stora bunkrar (av typen FB-75) och nio små bunkrar (typ FB-3), byggda av färdiga betongdelar (FB = Fertigteilbunker). FB-75-bunkrarna har en mellanvåning där det funnits sovplatser och nödutgång. Var och en av bunkrarna har en eller två luftslussar till huvudgången. Ovanpå alltsamman vilar ett tre till fem meter tjockt jordlager varur dussintals luftningsrör reser sig.
Med anledning av den östtyska försvarsmaktens (NVA) 30-årsdag år 1985 publicerades fotografiboken Soldaten des Volkes, med ett flygfotografi över Kap Arkona. På bilden syns bunkerplatsen i bakgrunden och den avslöjade därmed bunkern (att röja bunkerns läge hade i krig lett till dess förstörelse). Hur avbildningen hamnade i boken är oklart, men redan tre dagar efter att den utkommit togs den bort från handeln. En senare upplaga av boken innehöll inte flygbilden. Idag är den ursprungliga fotografiboken ett begärligt samlarobjekt.[källa behövs] Fram till 1986 gjorde 50 till 70 soldater ur den östtyska marinen (Volksmarine) sin militärtjänst här tre till fyra gånger per år. Standardbemanningen uppgick till fyra man. Anläggningen avvecklades den 3 oktober 1990, på tyska återföreningsdagen. Bunkern förvärvades av Putgartens kommun och har renoverats successivt. Arkonabunkern inrymmer idag ett konstgalleri och NVA-bunkern en utställning med dåtida bunkerinredning samt en fotoserie om den östtyska marinen.

## Kommunikationer

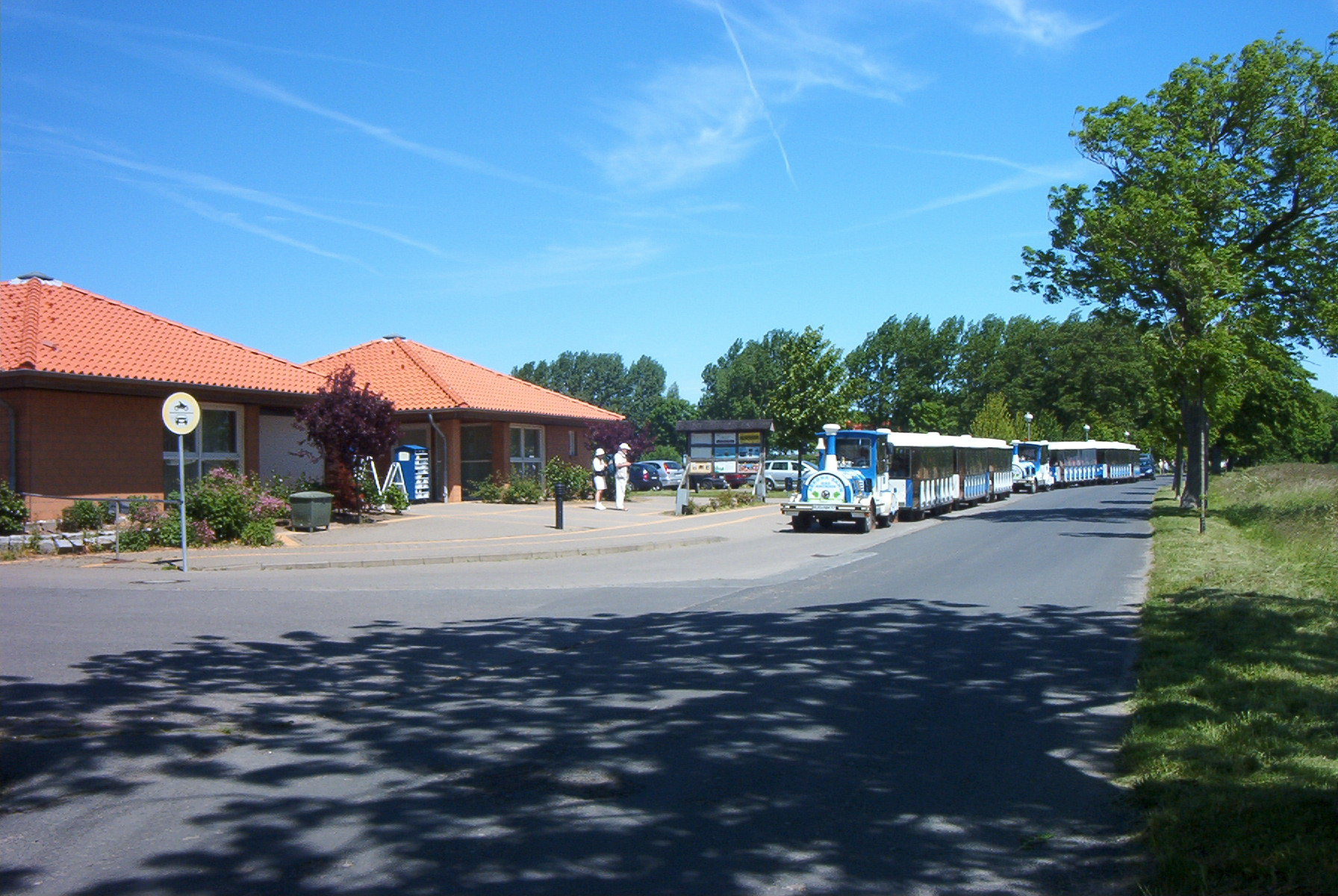
Arkonabanan i Putgarten.

Intill orten Putgarten finns en stor parkeringsplats, där samtliga bilar och bussar måste ställas. Därifrån tar man sig till Kap Arkona antingen till fots, via hästdiligens eller via Arkona-Bahn. Att cykla är också ett bra sätt att nå sevärdheterna. Arkonabanan kör sedan 1993 från Putgarten till Kap Arkona och/eller fiskarbyn Vitt. Den färdas inte – som namnet antyder – på järnvägsräls utan på hjul på vanliga gator. Det ångloksliknande fordonet drivs sedan 1996 med en gas.

## Klimat

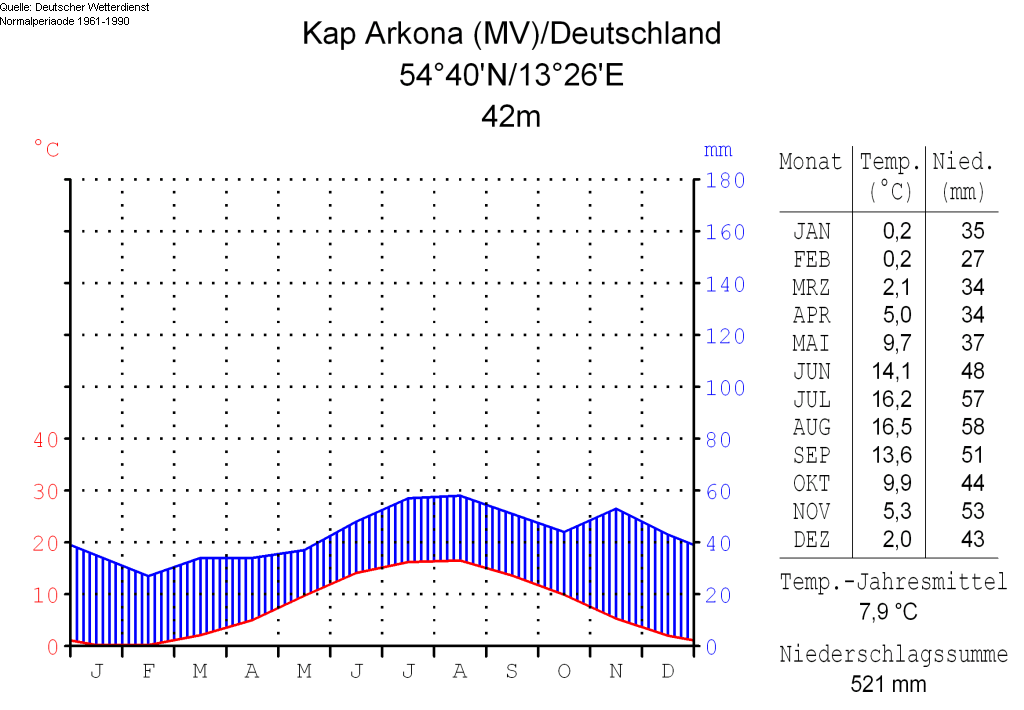
Temperatur- och nederbördsdiagram.

Kap Arkona har ett nordmecklenburgskt kustklimat. Årsmedeltemperaturen uppgår till 7,9 °C. Nederbörden uppgår till förhållandevis ringa 521 millimeter per år. Den genomsnittliga luftfuktigheten är på grund av havsläget mycket hög.